# Herta Bothe
Herta Bothe (Teterow, 8 januari 1921 - 16 maart 2000) was een Duitse kampbewaakster van het nazi-regime.

## Jeugd
Voor de oorlog was ze fabrieksarbeidster. Van 1940 tot 1942 werkte ze als verpleegster in een ziekenhuis. In september 1942 ging ze naar concentratiekamp Ravensbrück, om er vier weken intensieve training te krijgen voor haar toekomstige baan.

## Stutthoff
Na haar opleiding werd ze in september 1942 aangesteld als Aufseherin in het concentratiekamp Stutthof, op het grondgebied van de voormalige vrije stad Danzig aan de Oost-Pruisische grens (nu in Polen), waar ze bleef tot juli 1944. Bothe was een van de langste vrouwelijke kampbewaaksters, stevig gebouwd en sterk. In tegenstelling tot de andere Aufseherinnen, die meestal zwarte laarzen (Stiefeln) droegen, ging zij elegant gekleed in nylonkousen en lage vrouwelijke standaardschoenen.
Als de meeste Aufseherinnen was ze gewapend met een pistool, maar in plaats van de klassieke zweep droeg zij een houten stok bij zich waarmee ze vrouwelijke gevangenen afranselde. Als Aufseherin werd ze snel gevreesd en berucht om haar sadistische trekken. Zelf beweerde ze later dat ze nooit een stok of pistool bij zich had. Ze verklaarde dat ze daarentegen enkel haar blote handen gebruikte om de gezichten van de gevangenen die de regels van het kamp niet volgden, in elkaar te slaan. Getuigen verklaarden tijdens haar proces het tegendeel. Zij herinnerden zich de vele wreedheden waarbij Bothe wel degelijk wapens gebruikte. Zo was er een incident waarbij een 18-jarig meisje door Bothe werd betrapt toen ze van honger aardappelschillen van de kampkeukens at. Bothe werd ervan beschuldigd het meisje zwaar mishandeld te hebben en onder luid protest van de andere gevangenen uitgeroepen te hebben: "Ik sla haar tot ze sterft!"

## Bergen-Belsen
Ondertussen hadden de nazi's in april 1943 nabij de stad Celle het concentratiekamp Bergen-Belsen opgericht. Bergen-Belsen was een kamp in de VL-categorie: Vernichtigungslager (vernietigingskamp). SS-Aufseherin Bothe was na Stutthof overgeplaatst naar een bijkamp van Stutthof, bekend als Bromberg-Ost, totdat zij op 21 januari 1945 naar VL Bergen-Belsen werd overgeplaatst. Tot aan de bevrijding van het kamp op 15 april 1945 heeft ze daar gewerkt.

## Berechting
Na de oorlog werd Bothe opgebracht en beschuldigd van oorlogsmisdaden. Op het Bergen-Belsenproces in Lüneburg verkeerde zij in de rechtbank in het gezelschap van ander kamppersoneel, onder wie de Aufseherinnen Irma Grese, Elisabeth Volkenrath, Herta Ehlert, Juana Bormann en kampdokter Fritz Klein. Op het proces ontkende zij, net zoals alle andere Aufseherinnen, alle haar ten laste gelegde feiten.
Bothe kreeg een relatief lichte straf: tien jaar opsluiting. Daarvan zou ze er uiteindelijk zes uitzitten. Ze werd op 22 december 1951 door de Britse bezetters vroegtijdig vrijgelaten als blijk van toegevendheid.

## Latere leven
Na haar vrijlating trad Bothe in het huwelijk en noemde zich voortaan Herta Lange. Ze ging in Noord-Duitsland wonen en verdween vrijwel in de anonimiteit, gebruikmakend van Duitse recht op bescherming van de persoonlijke levenssfeer dat ook geldt voor veroordeelde oorlogsmisdadigers. Tijdens een zeldzaam interview in 2000 verweerde ze zich toen haar gevraagd werd naar haar beslissing om kampbewaakster te worden. Ze antwoordde:

Wat bedoel je, een fout gemaakt? Nee ... Ik ben niet geheel zeker hoe ik dat moet beantwoorden. Heb ik een fout gemaakt? Nee. De fout was dat het een concentratiekamp was, maar ik moest erheen, anders was ik er zelf in weggestopt. Dat was mijn fout.

Bothe overleed op 16 maart 2000 op 79-jarige leeftijd.
- Gemeinsame Normdatei: 1016057334
- Virtual International Authority File: 186819253